# Kickboxer: Vengeance
Kickboxer: Vengeance es una película de artes marciales estadounidense dirigida por John Stockwell, y protagonizada por Alain Moussi, Jean-Claude Van Damme (que interpretó a Kurt Sloane en Kickboxer, perteneciente a la serie de películas original), Dave Bautista, Gina Carano, Georges St-Pierre y Darren Shahlavi (en su última actuación tras su fallecimiento en 2015). Se trata de un reboot de la serie original, y tiene una premisa similar a la primera película de la franquicia. La película fue estrenada en cines selectos y en video bajo demanda el 2 de septiembre de 2016, por RLJ Entertainment.

## Reparto
| Actor                 | Personaje        | Notas         |
| --------------------- | ---------------- | ------------- |
| Alain Moussi          | Kurt Sloane      |               |
| Jean-Claude Van Damme | Maestro Durand   |               |
| Dave Batista          | Tong Po          |               |
| Darren Shahlavi       | Eric Sloane      |               |
| Gina Carano           | Marcia           |               |
| Georges St-Pierre     | Kavi             |               |
| Sara Malakul Lane     | Liu              |               |
| Matthew Ziff          | Bronco           |               |
| T.J. Storm            | Storm            |               |
| Steven Swadling       | Joseph King      |               |
| Sam Medina            | Crawford         |               |
| Luis Da Silva         | Stahl            |               |
| Cain Velasquez        | Peleador de King |               |
| Fabricio Werdum       | Peleador         |               |
| Michel Qissi          | Prisionero       | No acreditado |

## Producción

### Desarrollo
Kings Road Entertainment anunció en 2012 que tenía planeado realizar un remake en 3-D de la película. Las batallas legales dentro de la empresa, sin embargo, resultaron en que esta versión, junto con varios otros remakes planificados de la empresa, no se hicieran.
Radar Pictures comenzó a desarrollar un reinicio de la película en 2013, con Jim McGrath y Dimitri Logothetis como escritores; Logothetis también como productor, junto con Ted Field y Nick Celozzi, Mike Weber y Peter Meyer como productores ejecutivos y Stephen Fung uniéndose a la película como director para comenzar a rodar la película a principios de 2014. El 12 de mayo de 2014, Deadline anunció que The Exchange aumentó las ventas en Radar con Brian O'Shea, Jeff Bowler y Nat McCormick produciendo la película ejecutivamente y anunció que Alain Moussi protagonizaría su primer papel principal junto a  Georges St-Pierre, Dave Bautista, Scott Adkins y Tony Jaa. J.J. Perry fue incluido como el director de acción y Larnell Stovall como el coreógrafo de lucha. En noviembre de 2014 se anunció que Jaa y el director Fung habían abandonado el proyecto, interviniendo así John Stockwell como director de la película. En diciembre de 2014, los actores T. J. Storm, Matthew Ziff y la estrella de la película original Jean-Claude Van Damme fueron incluidos al elenco de la película.
El 4 de diciembre Sara Malakul Carril se unió a la película para interpretar el interés amoroso del personaje principal. El 6 de diciembre de 2014 Darren Shahlavi fue incluido como Eric Sloan, un papel que originalmente estaba destinado para Adkins. El 8 de diciembre Gina Carano se unió elenco de la película para interpretar a una promotora de luchas.